# Miss America 2009
Miss America 2009 è l'ottantottesima edizione del concorso Miss America. Si è tenuto presso il Las Vegas Strip di Paradise, Nevada il 24 gennaio 2008. Vincitrice del concorso è risultata essere Katie Stam, rappresentante dell'Indiana.

## Piazzamenti
| Risultato finale  | Concorrente                                                                                |
| ----------------- | ------------------------------------------------------------------------------------------ |
| Miss America 2009 | - Indiana - Katie Stam                                                                     |
| 2ª classificata   | - Georgia - Chasity Hardman                                                                |
| 3ª classificata   | - Iowa - Olivia Myers                                                                      |
| 4ª classificata   | - New York - Leigh-Taylor Smith                                                            |
| 5ª classificata   | - Florida - Sierra Minott                                                                  |
| Top 7             | - California - Jackie Geist - Tennessee - Ellen Carrington                                 |
| Top 10            | - Distretto di Columbia - Kate Grinold - Hawaii - Nicole Fox - Michigan - Ashlee Baracy    |
| Top 12            | - Arkansas - Ashlen Batson - Kentucky - Emily Cox                                          |
| Top 15            | - Alabama - Amanda Tapley - Dakota del Sud - Alexandra Hoffman - Delaware - Galen Giaccone |

### Riconoscimenti speciali
| Riconoscimento         | Concorrente                                                                                |
| ---------------------- | ------------------------------------------------------------------------------------------ |
| Miss Swimsuit          | - Indiana - Katie Stam - Mississippi - Christine Kozlowski - New York - Leigh-Taylor Smith |
| Miss Talent            | - Delaware - Galen Giaccone - Georgia - Chastity Hardman - Vermont - Ashley Wheeler        |
| Quality of Life Awards | - Kentucky - Emily Cox                                                                     |
| Miss Congeniality      | - Texas - Rebecca Robinson                                                                 |

## Le concorrenti
- Alabama - Amanda Tapley
- Alaska - Stephany Jeffers
- Arizona - Erin Brittany Nurss
- Arkansas - Ashlen Batson
- California - Jackie Geist
- Carolina del Nord - Amanda Watson
- Carolina del Sud - Anna Perry
- Colorado - Jamie Dukehart-Conti
- Connecticut - Ashley Glenn
- Dakota del Nord - Tessie Jones
- Dakota del Sud - Alexandra Hoffman
- Delaware - Galen Giaccone
- Distretto di Columbia - Kate Marie Grinold
- Florida - Sierra Minott
- Georgia - Chastity Hardman
- Hawaii - Nicole Fox
- Idaho - Elise Davis
- Illinois - Katie Lorenz
- Indiana - Katie Stam
- Iowa - Olivia Myers
- Isole Vergini Americane - Shamika K. Thomas
- Kansas - Emily Deaver
- Kentucky - Emily Cox
- Louisiana - Blair Abene
- Maine - Adrienne Watkinson
- Maryland - Louise Schlegel
- Massachusetts - Alicia Zitka
- Michigan - Ashlee Baracy
- Minnesota - Angela McDermott
- Mississippi - Christine Kozlowski
- Missouri - Lacey Fitzgerald
- Montana - Jennifer Hepner
- Nebraska - Gretchen Bergquist
- Nevada - Julianna Erdesz
- New Hampshire - Natalie C. Shaw
- New Jersey - Ashley Fairfield
- New York - Leigh-Taylor Smith
- Nuovo Messico - Christina Olmi
- Ohio - Karissa Renee Martin
- Oklahoma - Kelsey Cartwright
- Oregon - Danijela Krstić
- Pennsylvania - Kendria Perry
- Rhode Island - Francesca Simone
- Tennessee - Ellen Carrington
- Texas - Rebecca Robinson
- Utah - Kayla Barclay
- Vermont - Ashley Ruth Wheeler
- Virginia - Tara Wheeler
- Virginia Occidentale - Kayla Lynam
- Washington - Janet Harding
- Wisconsin - Briana Lipor
- Wyoming - Courtney Gifford